# Brahea edulis
Brahea edulis là loài thực vật có hoa thuộc họ Arecaceae. Loài này được H.Wendl. ex S.Watson mô tả khoa học đầu tiên năm 1876.

## Hình ảnh

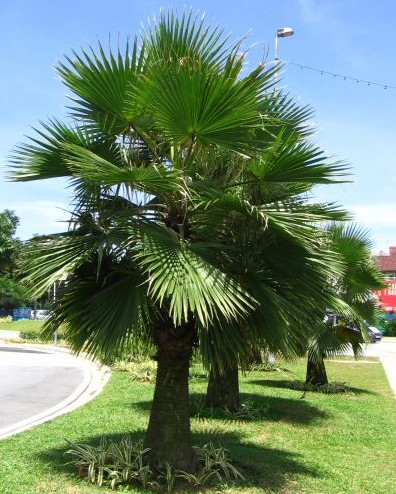
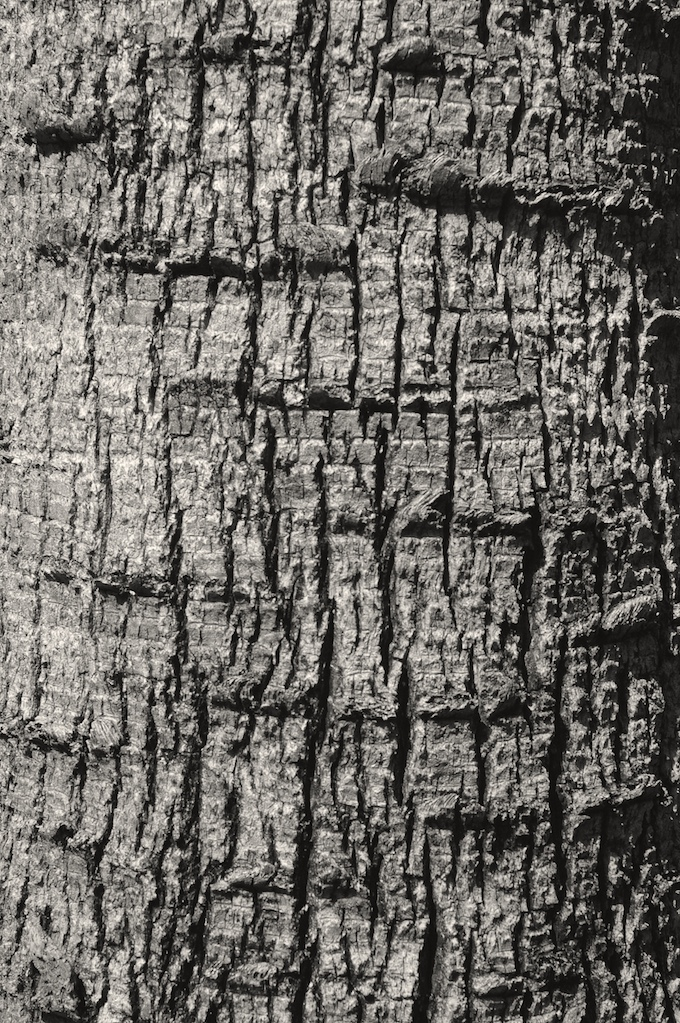
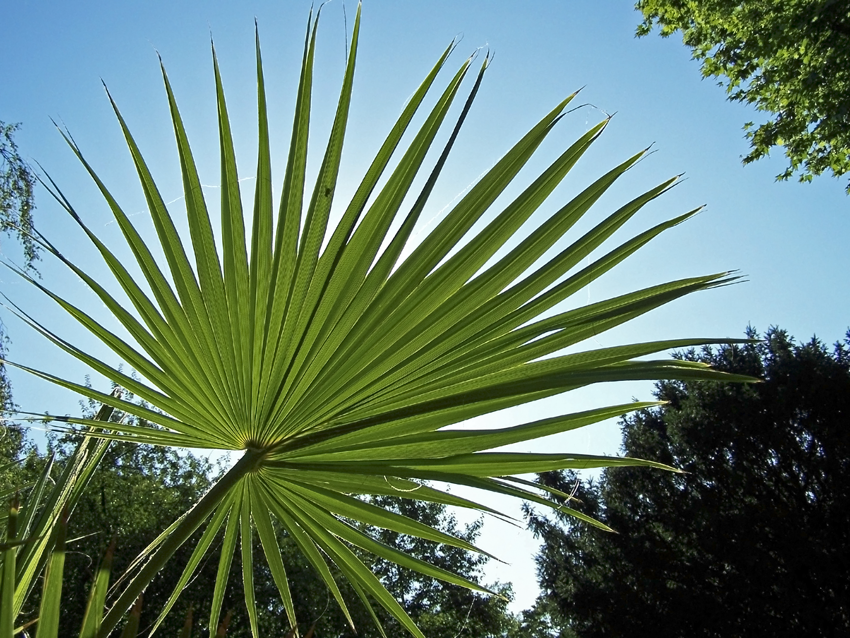